# Usman III (Marynidzi)
Abu Said Usman III (arab. أبو سعيد عثمان بن أحمد = Abu Said Usman ibn Ahmad, zm. 1421) – sułtan Maroka z dynastii Marynidów, syn sułtana Abu al-Abbasa Ahmada. 
Wstąpił na tron w 1398 roku po swoim bracie Abu Amirze Abdullahu. Za jego rządów w 1415 roku Portugalczycy zajęli Ceutę, co było preludium do opanowania wszystkich marokańskich portów morskich w kolejnych latach. 
W 1421 roku Usman III został zamordowany, a wpływowi wattasydzcy wezyrzy wynieśli na tron jego rocznego wówczas syna Abdulhaka.